# Arecibo
Arecibo ist eine Hafenstadt und eine Gemeinde an der Nordküste von Puerto Rico, die im Jahr 2020 eine Einwohnerzahl von 87.754 hatte, was einem Rückgang von 11,8 % gegenüber 2010 entspricht.
Im Landkreis Arecibo, 15 km südlich der Stadt, lag das berühmte Arecibo-Observatorium, Schauplatz der Kinofilme GoldenEye und Contact. In der Nähe von Arecibo befindet sich auch ein Startplatz für Höhenforschungsraketen, von dem aus seit 1966 zahlreiche Höhenforschungsraketen der Typen Nike Apache, Nike Javelin, Nike Iroquois, Nike Tomahawk, Black Brant, Terrier Orion und Taurus Orion gestartet wurden.
Seit 1960 ist die Stadt Sitz des römisch-katholischen Bistums Arecibo, dessen Kathedrale die Catedral de San Felipe Apóstol ist. 
|  |  |

## Söhne und Töchter der Stadt
- Manuel Zeno Gandía (1855–1930), Arzt und Schriftsteller
- Joaquin Basilio Diaz (1920–1978), puerto-ricanisch-US-amerikanischer Mathematiker und Hochschullehrer
- Myrta Silva (1927–1987), Sängerin und Komponistin
- Cheíto González (1935–1962), Sänger, Gitarrist und Komponist

## Nachweise
1. ↑  U.S. Census Bureau